# دريوار (غافروبارمون)
دریوار (بالفارسية: دریوار) هي مستوطنة تقع في إيران في قسم غافروبارمون الريفي. يقدر عدد سكانها بـ 116 نسمة .